# Andrea Bienias
Andrea Bienias, nata Reichstein (Lipsia, 11 novembre 1959), è un'ex altista tedesca.

## Palmarès
| Anno | Manifestazione            | Sede   | Evento        | Risultato | Prestazione | Note |
| ---- | ------------------------- | ------ | ------------- | --------- | ----------- | ---- |
| 1982 | Campionati europei indoor | Milano | Salto in alto | Argento   | 1,99 m      |      |
| 1982 | Campionati europei        | Atene  | Salto in alto | 6ª        | 1,91 m      |      |
| 1986 | Campionati europei indoor | Madrid | Salto in alto | Oro       | 1,97 m      |      |

## Altre competizioni internazionali
1981
- Coppa Europa di atletica leggera ( Zagabria)